# Temple (Maine)
Temple ist eine Town im Franklin County des Bundesstaates Maine in den Vereinigten Staaten. Im Jahr 2020 lebten dort 527 Einwohner in 325 Haushalten auf einer Fläche von 92,62 km².

## Geografie
Nach dem United States Census Bureau hat Temple eine Gesamtfläche von 92,62 km², von denen 92,02 km² Land sind und 0,6 km² aus Gewässern bestehen.

### Geografische Lage
Temple liegt im Süden des Franklin Countys. Der Temple Stream, ein Nebenfluss des Sandy Rivers, fließt mit seinen Seitenarmen in südlicher Richtung durch das Gebiet der Town. Im Süden grenzt der Varnum Pond an. Im Nordosten liegen mehrere kleinere Seen, wie der Drury Pond und der Staples Pond. Die Oberfläche des Gebietes ist sehr hügelig. Der 638 m hohe Kinneys Head ist die höchste Erhebung in Temple.

### Nachbargemeinden
Alle Entfernungen sind als Luftlinien zwischen den offiziellen Koordinaten der Orte aus der Volkszählung 2010 angegeben.
- Norden: Avon, 5,0 km
- Nordosten: Strong, 7,7 km
- Südosten: Farmington, 14,5 km
- Süden: Wilton, 3,6 km
- Südwesten: South Franklin, Unorganized Territory, 8,6 km
- Nordwesten: Weld, 19,8 km

### Stadtgliederung
In Temple gibt es mehrere Siedlungsgebiete: Temple, Temple Intervale und Temple Mills (Ehemaliger Standort eines Postamtes).

### Klima
Die mittlere Durchschnittstemperatur in Temple liegt zwischen −11,1 °C (12 °Fahrenheit) im Januar und 18,3 °C (65 °Fahrenheit) im Juli. Damit ist der Ort gegenüber dem langjährigen Mittel der USA um etwa 9 Grad kühler. Die Schneefälle zwischen Oktober und Mai liegen mit bis zu zweieinhalb Metern mehr als doppelt so hoch wie die mittlere Schneehöhe in den USA; die tägliche Sonnenscheindauer liegt am unteren Rand des Wertespektrums der USA.

## Geschichte
Das Gebiet der späteren Town Temple wurde ab 1796 besiedelt und war eine Gemeinde der Quäker. Joseph Holland und Samuel Briggs gehörten zu den ersten Siedlern. Ursprünglich wurde das Gebiet Township No. 1 Abbot's Purchase (T1 AP) oder auch Abbotstown genannt. Dieser Name ging auf Jacob Abbott zurück, der zunächst für den ersten Besitzer des  Gebietes Benjamin Phillips als Landagent tätig war. Später kaufte Abbott selbst das Land in dem Gebiet auf. Zur Town wurde das Gebiet im Jahr 1803 organisiert und der Name änderte sich zu Tempel.

### Einwohnerentwicklung
| Volkszählungsergebnisse – Town of Temple, Maine | Volkszählungsergebnisse – Town of Temple, Maine | Volkszählungsergebnisse – Town of Temple, Maine | Volkszählungsergebnisse – Town of Temple, Maine | Volkszählungsergebnisse – Town of Temple, Maine | Volkszählungsergebnisse – Town of Temple, Maine | Volkszählungsergebnisse – Town of Temple, Maine | Volkszählungsergebnisse – Town of Temple, Maine | Volkszählungsergebnisse – Town of Temple, Maine | Volkszählungsergebnisse – Town of Temple, Maine | Volkszählungsergebnisse – Town of Temple, Maine |
| Jahr                                            | 1800                                            | 1810                                            | 1820                                            | 1830                                            | 1840                                            | 1850                                            | 1860                                            | 1870                                            | 1880                                            | 1890                                            |
| ----------------------------------------------- | ----------------------------------------------- | ----------------------------------------------- | ----------------------------------------------- | ----------------------------------------------- | ----------------------------------------------- | ----------------------------------------------- | ----------------------------------------------- | ----------------------------------------------- | ----------------------------------------------- | ----------------------------------------------- |
| Einwohner                                       |                                                 | 482                                             | 615                                             | 795                                             | 955                                             | 785                                             | 726                                             | 640                                             | 580                                             | 470                                             |
| Jahr                                            | 1900                                            | 1910                                            | 1920                                            | 1930                                            | 1940                                            | 1950                                            | 1960                                            | 1970                                            | 1980                                            | 1990                                            |
| Einwohner                                       | 394                                             | 403                                             | 425                                             | 315                                             | 252                                             | 284                                             | 314                                             | 367                                             | 518                                             | 560                                             |
| Jahr                                            | 2000                                            | 2010                                            | 2020                                            | 2030                                            | 2040                                            | 2050                                            | 2060                                            | 2070                                            | 2080                                            | 2090                                            |
| Einwohner                                       | 572                                             | 528                                             | 527                                             |                                                 |                                                 |                                                 |                                                 |                                                 |                                                 |                                                 |

## Kultur und Sehenswürdigkeiten

### Bauwerke
In Temple wurde 1985 die Temple Intervale School unter Denkmalschutz gestellt und  unter der Register-Nr. 85000240 ins National Register of Historic Places aufgenommen.

## Wirtschaft und Infrastruktur

### Verkehr
Die Maine State Route 43 führt auf das Gebiet der Town.

### Öffentliche Einrichtungen
In Temple gibt es kein Gesundheitszentrum. Nächstgelegene Gesundheitszentren und Krankenhäuser befinden sich in Farmington und Dixfield.
Temple besitzt keine eigene Bücherei. Nächstgelegene Bibliotheken befinden sich in Farmington, Weld und Wilton.

### Bildung
Temple gehört mit Chesterville, Farmington, Industry, New Sharon, New Vineyard, Starks, Vienna, Weld und Wilton zum Maine School Administrative District 9, dem Mt. Blue Regional School District.
Im Schulbezirk werden folgende Schulen angeboten:
- Gerald D. Cushing School in Wilton (Schulklassen Pre-K bis 1)
- Academy Hill School in Wilton (Schulklassen 2 bis 5)
- Cape Cod Hill School in New Sharon (Schulklassen Pre-K bis 5)
- W.G. Mallett School in Farmington (Schulklassen Pre-K bis 2)
- Cascade Brook School in Farmington (Schulklassen 3 bis 5)
- Mt. Blue High School in Farmington
- Mt. Blue Middle School in Farmington

## Persönlichkeiten

### Söhne und Töchter der Stadt
- John F. Dryden (1839–1911), Politiker
- John S. Abbott (1807–1881), Politiker und Maine Attorney General